# Ashihara no Nakatsukuni
Ashihara no Nakatsukuni (葦原の中つ国?, lett. "Il paese di mezzo dei canneti") è, nella mitologia giapponese, il mondo situato tra Takamagahara ("l'altopiano del paradiso") e Yomi ("il mondo delle cose della morte"). Col tempo, il termine è diventato un altro termine per indicare il paese o la località del Giappone. Il termine può essere usato in modo intercambiabile con Toyoashihara no nakatsukuni (豊葦原中国?, lett. "Paese di spighe rigogliose di abbondante pianura di canne").

## Descrizione
È menzionato sia nel Kojiki che nel Nihon shoki nel mito della cessione delle terre da parte di Ōkuninushi a favore di Ninigi.
Secondo la mitologia giapponese, Amaterasu, turbata dalla brutalità di Susanoo, si nascose nell'Ama-no-Iwato, causando il caos nel mondo. Di conseguenza, gli otto milioni di kami, una volta fatta uscire Amaterasu dalla grotta, tennero un incontro e costrinsero Susanoo a fare una grande quantità di offerte, a tagliarsi la barba e le unghie delle mani e dei piedi e fu bandito da Takamagahara e mandato sulla Terra, nella provincia di Izumo.
Secondo la leggenda Ōkuninushi, con l'aiuto di Sukuna-hikona, governò questo territorio e completò la creazione del paese di Ashihara no Nakatsukuni. In seguito, i messaggeri di Amaterasu gli chiesero di cedere la terra al nipote celeste Ninigi e, dopo aver ricevuto il consenso e la resa dei figli Kotoshironushi e Takeminakata, Ōkuninushi si ritirò a Kitsuki in cambio della costruzione di un palazzo, diventando in seguito la divinità venerata nel santuario di Izumo. Inoltre, secondo il Nihon shoki, massacrò gli dei che non si sottomisero, e alla fine anche Kotoshironushi e Takeminakata si sottomisero. In risposta, il nipote celeste discese dal cielo a Toyoashihara no nakatsukuni.

## Interpretazione
C'è una grande disputa tra gli storici su quale fosse il punto esatto del Giappone a cui il termine si riferiva originariamente.
Forse il termine fu ritenuto appropriato per descrivere il Giappone perché anticamente la terra era umida e ricoperta di canne (葦?, ashi). Il significato di "naka" (中?, mezzo) nella parola "nakatsukuni" (中つ国?) si basa sulla visione del mondo dei popoli antichi, dove "nakatsukuni" indica il mondo reale o il paese tra Takamagahara nei cieli e Yomi no kuni nell'aldilà.